# Drífa
Drífa är en udde i republiken Island.   Den ligger i regionen Västfjordarna, i den västra delen av landet, 230 km norr om huvudstaden Reykjavík.
Terrängen inåt land är kuperad. Havet är nära Drífa åt nordväst.  Närmaste större samhälle är Suðureyri, 12,9 km nordost om Drífa. 